# União dos Homens de Cor
La União dos Homens de Cor (en español: "Unión de Hombres de Color") fue una asociación fundada por João Cabral Alves en Porto Alegre, Brasil. Fue establecida en 1943 para defender los intereses de la población negra como parte de un movimiento nacional de denuncia y desmantelamiento del racismo. En cinco años de actividad, ya se había extendido a otros once estados de la Federación.
Uno de sus objetivos era «elevar el nivel económico e intelectual de las personas de color en todo el territorio nacional, para permitirles entrar en la vida social y administrativa del país, en todos los sectores de sus actividades». Aprovechó la estructura política ya establecida para facilitar su labor, invitando a diputados, médicos, abogados, periodistas y hombres negros con visibilidad social y política. Publicaba un periódico, Nosso Jornal, y realizaba actividades educativas, proporcionaba asistencia sanitaria y se preocupaba de la preparación profesional e intelectual de sus miembros y de otras cuestiones básicas, como el derecho a la vivienda, sin por ello buscar una confrontación directa con la estructura social imperante. Funcionó hasta la década de 1960.